# 32222 Чарльзвест
32222 Чарльзвест (32222 Charlesvest) — астероїд головного поясу, відкритий 23 липня 2000 року.
Тіссеранів параметр щодо Юпітера — 3,306.